# آکیتا کانتو

آکیتا کانتو (انگلیسی: Akita Kantō) یکی از جشنواره‌های ژاپن است که در  آکیتا (شهر) در استان آکیتا؛ ژاپن برگزار می‌شود.